# Seamus O’Regan

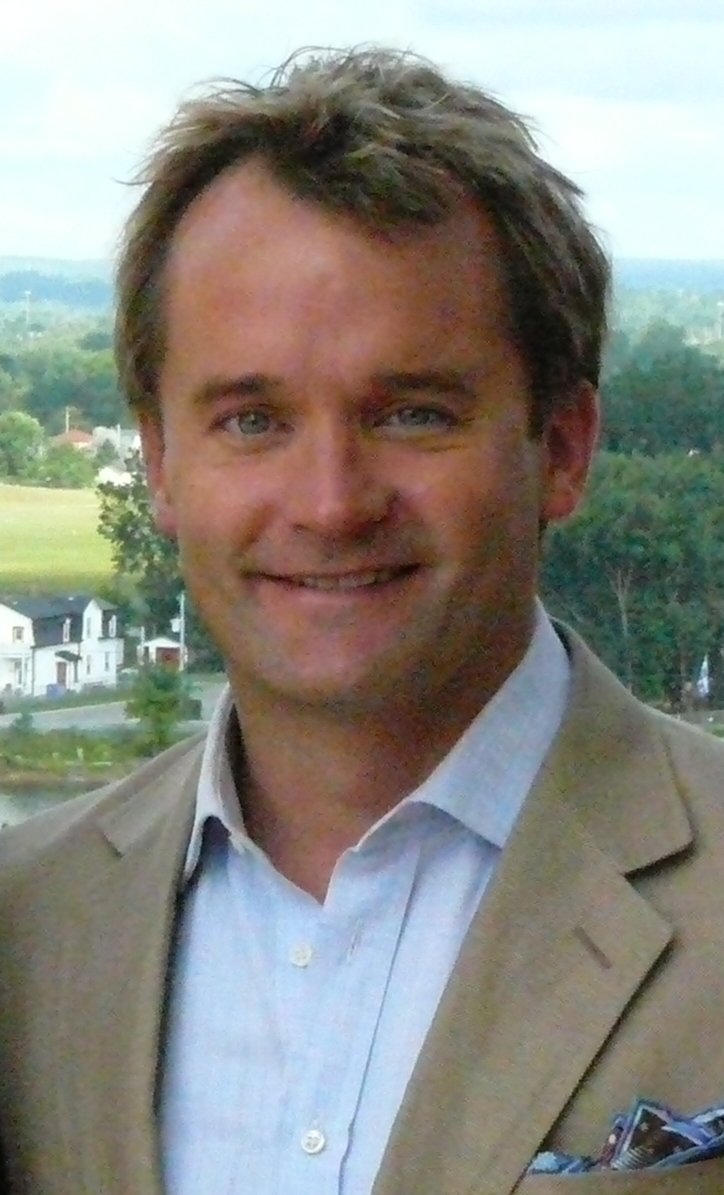
Seamus O’Regan

Seamus O’Regan PC (* 18. Januar 1971 in St. John’s, Neufundland und Labrador) ist ein kanadischer Fernsehmoderator und Politiker der Liberal Party of Canada. Im 29. Kanadischem Kabinett ist er seit dem 26. Oktober 2021 als Arbeitsminister für die entsprechende Abteilung bei Employment and Social Development Canada verantwortlich. Vorher war er seit dem 20. November 2019 als Minister für das Department of Natural Resources verantwortlich. Zuvor war er Minister für Dienstleistungen für Autochthone (Minister of Indigenous Services), Minister für Veteranenangelegenheiten und beigeordneter Verteidigungsminister.

## Leben
O’Regan wuchs in Goose Bay auf. Er studierte an der St. Francis Xavier University, am University College Dublin und am Darwin College der University of Cambridge Politikwissenschaften und schloss mit dem Master of Philosophy ab. Außerdem studierte er Marketing an der Wirtschaftshochschule Insead. O’Regan arbeitete als Assistent des kanadischen Umweltministers Jean Charest sowie als Berater und Redenschreiber des Premierministers von Neufundland und Labrador Brian Tobin. Als Fernsehmoderator war er für den kanadischen Fernsehsender CTV tätig, wo er ab 2001 das Frühstücksfernsehprogramm Canada AM moderierte. Im November 2011 wechselte er als Korrespondent zur Sendung CTV National News.
O’Regan ist seit 2015 Abgeordneter im Kanadischen Unterhaus für den Wahlkreis St. John’s South—Mount Pearl, den er mit 57,9 Prozent der Stimmen gewinnen konnte. Am 28. August 2017 ernannte ihn Premierminister Justin Trudeau zum Minister für Veteranenangelegenheiten und somit zum stellvertretenden Verteidigungsminister Kanadas. Dieses Ressort hatte er bis zum 14. Januar 2019 inne, als er zum Minister für Dienstleistungen für Autochthone (Minister of Indigenous Services) ernannt wurde. Bei der Unterhauswahl 2019 konnte er seinen Sitz mit 51,1 Prozent der Stimmen verteidigen. Bei einem auf die Wahl folgenden Kabinettumbau im November 2019 wurde O’Regan zum Minister für natürliche Ressourcen ernannt, nachdem der bisherige Amtsinhaber Amarjeet Sohi seinen Wahlkreis in Edmonton nicht gewinnen konnte.
O’Regan war zehn Jahre lang Mitglied im Aufsichtsrat des Kunst- und Kulturmuseums The Rooms in St. John’s. Er ist Gründungsmitglied der Smiling Land Foundation und des Company Theatre in Toronto. Zudem gehörte er den Vorständen der Organisationen WWF Kanada, The Walrus, Katimavik und Canada World Youth an.  Im Juli 2010 heiratete er seinen langjährigen Lebenspartner Steve Doussis.